# Таныгин, Борис Константинович

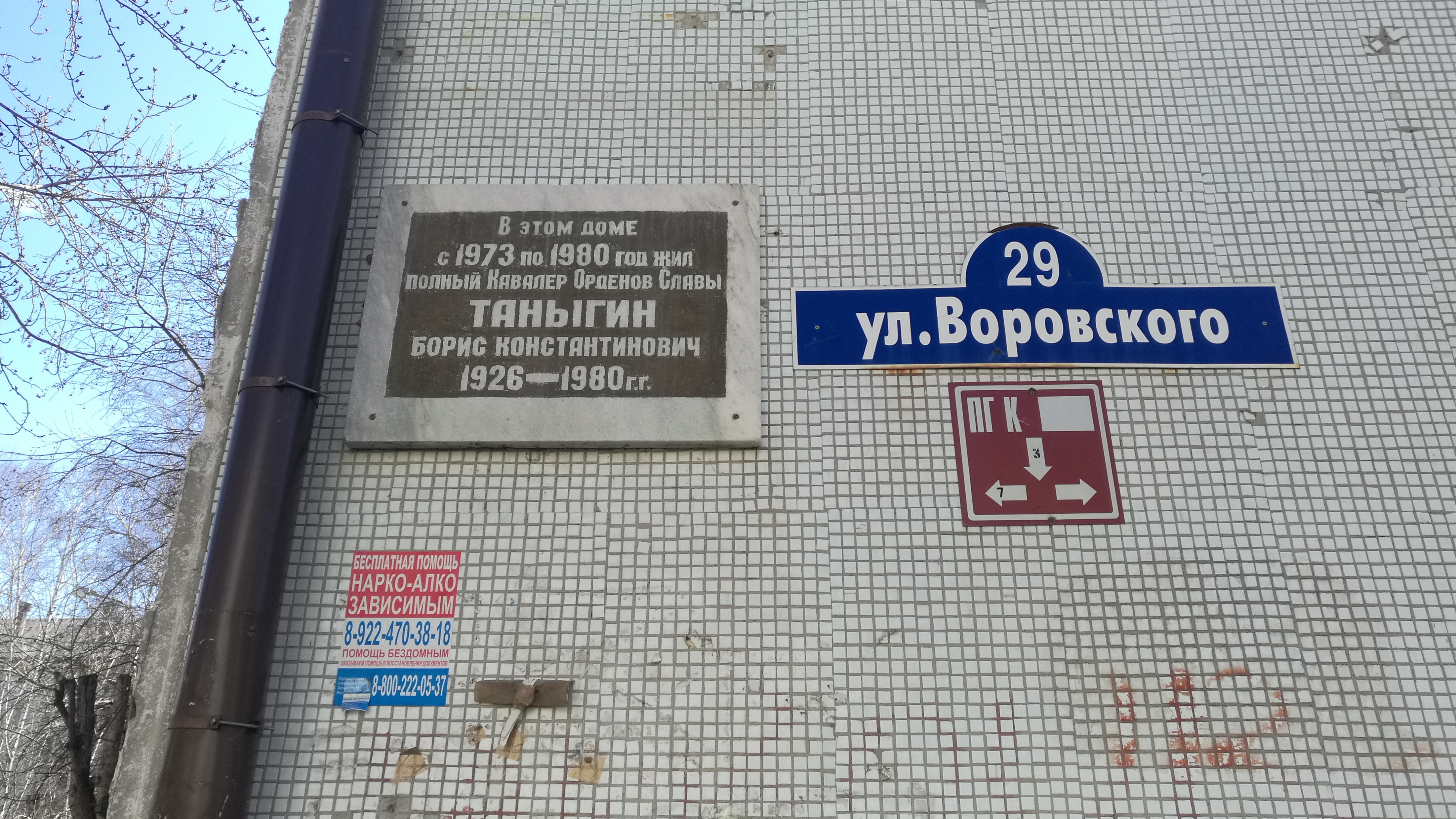
Мемориальная доска в Тюмени.

Борис Константинович Таныгин (1 марта 1926, Старая Ляля, Новолялинский район, Тагильский округ, Уральская область — 3 ноября 1980, Тюмень) — заряжающий миномёта; командир миномётного расчета 140-го гвардейского стрелкового полка 47-й гвардейской стрелковой дивизии 8-й гвардейской армии 1-го Белорусского фронта, гвардии младший сержант.

## Биография
Родился 1 марта 1926 года в деревне Старой Ляле Новолялинского городского округа в составе Тагильского округа, Уральской области (ныне посёлок в Новолялинском районе Свердловской области). Окончил 6 классов. С 1935 года жил в селе Артамонове Ярковского района Тюменской области. Работал слесарем на заводе.
В РККА с 1943 года. На фронте в Великую Отечественную войну с апреля 1944 года.
Заряжающий миномёта 140-го гвардейского стрелкового полка гвардии ефрейтор Борис Таныгин в составе миномётного расчёта 18 июля 1944 года при прорыве вражеской обороны у села Ольшанка Любомльского района Волынской области Украины вывел из строя несколько огневых точек противника. 14 августа 1944 года при расширении плацдарма на левом берегу реки Висла южнее польского города Магнушев гвардии ефрейтор Таныгин миномётным огнём с открытой позиции уничтожил большое количество вражеской пехоты, а из личного оружия — ещё четверых противников. За мужество и отвагу, проявленные в боях, 14 сентября 1944 года гвардии ефрейтор Таныгин Борис Константинович награждён орденом Славы 3-й степени.
Командир миномётного расчета 140-го гвардейского стрелкового полка гвардии младший сержант Борис Таныгин 14 января 1945 года в наступательном бою на левом берегу реки Висла юго-восточнее польского города Варка, умело командуя вверенным ему расчётом, метким огнём подавил два неприятельских миномета и пулеметную точку, рассеял и частично поразил до взвода пехоты. За мужество и отвагу, проявленные в боях, 31 января 1945 года гвардии младший сержант Таныгин Борис Константинович награждён орденом Славы 2-й степени.
16 апреля 1945 года на левом берегу реки Одер в восьми километрах западнее города Киц командир миномётного расчета 140-го гвардейского стрелкового полка гвардии младший сержант Борис Таныгин со своими бойцами-миномётчиками прямыми попаданиями разбил вражеское орудие и четыре пулемета, истребил свыше десяти солдат противника. Указом Президиума Верховного Совета СССР от 31 мая 1945 года за образцовое выполнение заданий командования в боях с немецко-вражескими захватчиками гвардии младший сержант Таныгин Борис Константинович награждён орденом Славы 1-й степени, став полным кавалером ордена Славы.
После окончания войны Б. К. Таныгин продолжил службу в армии, которая с июля 1946 года стала именоваться Советской Армией. Член ВКП/КПСС с 1945 года. В 1950 году гвардии старшина Таныгин Б. К. демобилизован. Вернулся в село Артамоново Ярковского района Тюменской области. С 1968 года жил в городе Тюмени. Работал слесарем по ремонту тракторов. Скончался 3 ноября 1980 года. Похоронен в Тюмени на Червишевском кладбище.
Награждён орденами Октябрьской Революции, Славы 1-й, 2-й, 3-й степени, медалями.
В марте 2003 года распоряжением главы администрации города Тюмени имя полного кавалера ордена Славы Бориса Таныгина присвоено одной из улиц района «Тура».